# Kałyniwka (rejon czerkaski)
Kałyniwka (ukr. Калинівка) – wieś na Ukrainie, w obwodzie czerkaskim, w rejonie czerkaskim, w hromadzie Horodyszcze. W 2010 liczyła 625 mieszkańców.